# Kelberg (Verbandsgemeinde)
Kelberg est une Verbandsgemeinde (collectivité territoriale) de l'arrondissement de Vulkaneifel dans la Rhénanie-Palatinat en Allemagne. Le siège de cette Verbandsgemeinde est dans la ville de Kelberg.
La Verbandsgemeinde de Kelberg consiste en cette liste d'Ortsgemeinden (municipalités locales) :

Localisation de la Verbandsgemeinde de Kelberg dans l'arrondissement de Vulkaneifel

| 1. Arbach 2. Beinhausen 3. Bereborn 4. Berenbach 5. Bodenbach 6. Bongard 7. Borler 8. Boxberg 9. Brücktal 10. Drees 11. Gelenberg | 1. Gunderath 2. Höchstberg 3. Horperath 4. Hörschhausen 5. Kaperich 6. Katzwinkel 7. Kelberg 8. Kirsbach 9. Kolverath 10. Kötterichen 11. Lirstal | 1. Mannebach 2. Mosbruch 3. Neichen 4. Nitz 5. Oberelz 6. Reimerath 7. Retterath 8. Sassen 9. Uersfeld 10. Ueß 11. Welcherath |